# Liste des champions du monde poids mi-lourds de boxe anglaise
Liste des champions du monde de boxe poids mi-lourds reconnus par les organisations suivantes :
- La WBA[2] (World Boxing Association), fondée en 1921 et succédant à la NBA (National Boxing Association) en 1962,
- La WBC[3] (World Boxing Council), fondée en 1963,
- L'IBF[4] (International Boxing Federation), fondée en 1983,
- La WBO[5] (World Boxing Organization), fondée en 1988.

Avant 1921, les champions du monde étaient reconnus en tant que tel par le public sans qu’il n’y ait d’organisme particulier pour gérer l’attribution de ce titre.
Mise à jour : 22 février 2025
| Gain du titre | Perte du titre    | Champion                  | Champion          | Reconnaissance           | Défenses |
| --- | ----------------- | ------------------------- | ----------------- | ------------------------ | -------- |
| 22 avril 1903 | 4 juillet 1903    | Jack Root                 | États-Unis        | Unanime                  | 0        |
| 4 juillet 1903 | 25 novembre 1903  | George Gardiner           | États-Unis        | Unanime                  | 0        |
| 25 novembre 1903 | 20 décembre 1905  | Bob Fitzsimmons           | Royaume-Uni       | Unanime                  | 0        |
| 20 décembre 1905 | 1906              | Philadelphia Jack O'Brien | États-Unis        | Unanime                  | 0        |
| O'Brien ne défend pas son titre et préfère affronter le champion du monde des poids lourds Tommy Burns. Après un match nul le 28 novembre 1906, il s’incline aux points le 8 mai 1907 lors du combat revanche. |                   |                           |                   |                          |          |
| 17 février 1913 | 15 juin 1914      | Bob Moha                  | États-Unis        | NYSAC                    | 0        |
| 15 juin 1914 | 24 octobre 1916   | Jack Dillon               | États-Unis        | Unanime                  | 5        |
| 24 octobre 1916 | 12 octobre 1920   | Battling Levinsky         | États-Unis        | Unanime                  | 3/7      |
| 12 octobre 1920 | 24 septembre 1922 | Georges Carpentier        | France            | Unanime                  | 1        |
| 24 septembre 1922 | 17 mars 1923      | Battling Siki             | France            | Unanime                  | 0        |
| 17 mars 1923 | 25 juin 1923      | Mike McTigue              | Irlande           | Unanime                  | 0        |
| 25 juin 1923 | 2 août 1923       | Tommy Loughran            | États-Unis        | Unanime                  | 0        |
| 2 août 1923 | 30 mai 1925       | Mike McTigue              | Irlande           | Unanime                  | 1        |
| 30 mai 1925 | 16 juillet 1926   | Paul Berlenbach           | États-Unis        | Unanime                  | 4        |
| Berlenbach perd son titre de la New York State Athletic Commission le 16 juillet 1926 contre Jack Delaney. Le titre NBA sera déclaré vacant peu de temps après. |                   |                           |                   |                          |          |
| 16 juillet 1926 | 26 juillet 1927   | Jack Delaney              | Canada            | NYSAC                    | 1        |
| Delaney doit renoncer à son titre NYSAC pour avoir annulé son combat de championnat contre Mike McTigue prévu le 11 août 1927. |                   |                           |                   |                          |          |
| 30 août 1927 | 12 décembre 1927  | Jimmy Slattery            | États-Unis        | NBA                      | 0        |
| 7 octobre 1927 | 12 décembre 1927  | Tommy Loughran            | États-Unis        | NYSAC                    | 1        |
| 12 décembre 1927 | Septembre 1929    | Tommy Loughran            | États-Unis        | Unanime (NBA & NYSAC)    | 5        |
| Après une défaite concédée en poids lourds face à James J. Braddock le 18 juillet 1929, Loughran laisse ses titres NBA & NYSAC vacants et décide de poursuivre sa carrière dans cette catégorie. |                   |                           |                   |                          |          |
| 10 février 1930 | 25 juin 1930      | Jimmy Slattery            | États-Unis        | NYSAC                    | 0        |
| 25 juin 1930 | 6 juin 1931       | Maxie Rosenbloom          | États-Unis        | Unanime                  | 1        |
| Rosenbloom est destitué de son titre NBA le 6 juin 1931. |                   |                           |                   |                          |          |
| 6 juin 1931 | 24 mars 1933      | Maxie Rosenbloom          | États-Unis        | NYSAC                    | 4        |
| 18 mars 1932 | 17 décembre 1932  | George Nichols            | États-Unis        | NBA                      | 0        |
| Nichols est destitué de son titre NBA le 17 décembre 1932. |                   |                           |                   |                          |          |
| 1er mars 1933 | 24 mars 1933      | Bob Godwin                | États-Unis        | NBA                      | 0        |
| 24 mars 1933 | 16 novembre 1934  | Maxie Rosenbloom          | États-Unis        | Unanime (NBA & NYSAC)    | 2        |
| 16 novembre 1934 | 31 octobre 1935   | Bob Olin                  | États-Unis        | Unanime                  | 0        |
| 31 octobre 1935 | Février 1939      | John Henry Lewis          | États-Unis        | Unanime                  | 4        |
| Lewis est battu par Joe Louis pour le titre mondial des poids lourds le 25 janvier 1939 (KO dans le 1er round). Les médecins s’aperçoivent qu’il est pratiquement aveugle de l’œil gauche l’obligeant à renoncer à ses ceintures en mi-lourds. Plus tard, Lewis admettra avoir dissimulé cette cécité apparue en fait en 1935 à l’issue de son combat contre Abe Feldman.                                                                                   |                   |                           |                   |                          |          |
| 3 février 1939 | 13 juillet 1939   | Melio Bettina             | États-Unis        | NYSAC                    | 0        |
| 13 juillet 1939 | 5 juin 1940       | Billy Conn                | États-Unis        | Unanime (NBA & NYSAC)    | 3        |
| Conn laisse ses titres vacants après une 3e défense victorieuse contre Gus Lesnevich le 5 juin 1940 pour boxer en poids lourds. |                   |                           |                   |                          |          |
| 13 janvier 1941 | 22 mai 1941       | Anton Christoforidis      | Grèce             | NBA                      | 0        |
| 22 mai 1941 | 26 août 1941      | Gus Lesnevich             | États-Unis        | NBA                      | 1        |
| 26 août 1941 | 26 juillet 1948   | Gus Lesnevich             | États-Unis        | Unanime                  | 4        |
| 26 juillet 1948 | 24 janvier 1950   | Freddie Mills             | Royaume-Uni       | Unanime                  | 0        |
| 24 janvier 1950 | 17 décembre 1952  | Joey Maxim                | États-Unis        | Unanime                  | 2        |
| 17 décembre 1952 | Octobre 1960      | Archie Moore              | États-Unis        | Unanime                  | 8        |
| Moore est destitué par la NBA en octobre 1960 pour ne pas avoir remis sa ceinture en jeu dans le délai imparti. |                   |                           |                   |                          |          |
| Octobre 1960 | 1962              | Archie Moore              | États-Unis        | NYSAC                    | 1        |
| Moore est destitué par la NYSAC. |                   |                           |                   |                          |          |
| 7 février 1961 | 12 mai 1962       | Harold Johnson            | États-Unis        | NBA                      | 2        |
| 12 mai 1962 | 1er juin 1963     | Harold Johnson            | États-Unis        | Unanime                  | 1        |
| 1er juin 1963 | 30 mars 1965      | Willie Pastrano           | États-Unis        | Unanime (WBA & WBC)      | 2        |
| 30 mars 1965 | 16 décembre 1966  | José Torres               | Porto Rico        | Unanime (WBA & WBC)      | 3        |
| 16 décembre 1966 | 24 mai 1968       | Dick Tiger                | Nigeria           | Unanime (WBA & WBC)      | 2        |
| 24 mai 1968 | 9 décembre 1970   | Bob Foster                | États-Unis        | Unanime (WBA & WBC)      | 4        |
| Foster est destitué par la WBA après sa défaite en championnat du monde des poids lourds contre Joe Frazier le 18 novembre 1970. |                   |                           |                   |                          |          |
| 9 décembre 1970 | 7 avril 1972      | Bob Foster                | États-Unis        | WBC                      | 5        |
| 27 février 1971 | 7 avril 1972      | Vicente Rondon            | Venezuela         | WBA                      | 0        |
| 7 avril 1972 | Septembre 1974    | Bob Foster                | États-Unis        | Unanime (WBA & WBC)      | 5        |
| Foster laisse ses titres WBA & WBC vacants en septembre 1974. |                   |                           |                   |                          |          |
| 1er octobre 1974 | Avril 1977        | John Conteh               | Royaume-Uni       | WBC                      | 3        |
| Conteh est destitué par la WBC. |                   |                           |                   |                          |          |
| 7 décembre 1974 | 15 septembre 1978 | Victor Galíndez           | Argentine         | WBA                      | 10       |
| 21 mai 1977 | 7 janvier 1978    | Miguel Angel Cuello       | Argentine         | WBC                      | 0        |
| 7 janvier 1978 | 2 décembre 1978   | Mate Parlov               | Yougoslavie       | WBC                      | 1        |
| 15 septembre 1978 | 14 avril 1979     | Mike Rossman              | États-Unis        | WBA                      | 1        |
| 2 décembre 1978 | 22 avril 1979     | Marvin Johnson            | États-Unis        | WBC                      | 0        |
| 14 avril 1979 | 30 novembre 1979  | Victor Galíndez           | Argentine         | WBA                      | 0        |
| 22 avril 1979 | 19 décembre 1981  | Matthew Saad Muhammad     | États-Unis        | WBC                      | 8        |
| 30 novembre 1979 | 31 mars 1980      | Marvin Johnson            | États-Unis        | WBA                      | 0        |
| 31 mars 1980 | 18 juillet 1981   | Eddie Mustafa Muhammad    | États-Unis        | WBA                      | 2        |
| 18 juillet 1981 | 18 mars 1983      | Michael Spinks            | États-Unis        | WBA                      | 6        |
| 19 décembre 1981 | 18 mars 1983      | Dwight Muhammad Qawi      | États-Unis        | WBC                      | 3        |
| 18 mars 1983 | 25 février 1984   | Michael Spinks            | États-Unis        | Unanime (WBA & WBC)      | 2        |
| 25 février 1984 | Juillet 1985      | Michael Spinks            | États-Unis        | Unanime (WBA, WBC & IBF) | 2        |
| Spinks laisse ses ceintures vacantes pour affronter et battre le champion IBF des poids lourds Larry Holmes le 21 septembre 1985, ce qu'aucun champion mi-lourds en activité n’avait réussi à faire auparavant. Ce combat fut logiquement élu surprise de l'année par Ring Magazine. |                   |                           |                   |                          |          |
| 10 décembre 1985 | 30 avril 1986     | J. B. Williamson          | États-Unis        | WBC                      | 0        |
| 21 décembre 1985 | 6 septembre 1986  | Slobodan Kačar            | Yougoslavie       | IBF                      | 0        |
| 9 février 1986 | 23 mai 1987       | Marvin Johnson            | États-Unis        | WBA                      | 1        |
| 30 avril 1986 | 7 mars 1987       | Dennis Andries            | Royaume-Uni       | WBC                      | 1        |
| 6 septembre 1986 | 29 octobre 1987   | Bobby Czyz                | États-Unis        | IBF                      | 3        |
| 7 mars 1987 | 1987              | Thomas Hearns             | États-Unis        | WBC                      | 0        |
| Hearns laisse sa ceinture WBC vacante pour affronter Juan Domingo Roldan, titre WBC des poids moyens en jeu. Il l’emporte par KO dans la 4e reprise le 29 octobre 1987. |                   |                           |                   |                          |          |
| 23 mai 1987 | 5 septembre 1987  | Leslie Stewart            | Trinité-et-Tobago | WBA                      | 0        |
| 5 septembre 1987 | 3 juin 1991       | Virgil Hill               | États-Unis        | WBA                      | 10       |
| 29 octobre 1987 | 20 mars 1993      | Charles Williams          | États-Unis        | IBF                      | 8        |
| 27 novembre 1987 | 7 novembre 1988   | Donny Lalonde             | Canada            | WBC                      | 1        |
| 7 novembre 1988 | 1988              | Sugar Ray Leonard         | États-Unis        | WBC                      | 0        |
| Leonard ne défend pas son titre WBC. Il fera match nul contre Thomas Hearns le 12 juin 1989 dans un combat pour le gain des ceintures WBC & WBO des super moyens. |                   |                           |                   |                          |          |
| 3 décembre 1988 | 1991              | Michael Moorer            | États-Unis        | WBO                      | 9        |
| Moorer laisse son titre WBO vacant et poursuit sa carrière en poids lourds. |                   |                           |                   |                          |          |
| 21 février 1989 | 24 juin 1989      | Dennis Andries            | Royaume-Uni       | WBC                      | 0        |
| 24 juin 1989 | 28 juillet 1990   | Jeff Harding              | Australie         | WBC                      | 2        |
| 28 juillet 1990 | 11 septembre 1991 | Dennis Andries            | Royaume-Uni       | WBC                      | 2        |
| 9 mai 1991 | 10 septembre 1994 | Leeonzer Barber           | États-Unis        | WBO                      | 4        |
| 3 juin 1991 | 20 mars 1992      | Thomas Hearns             | États-Unis        | WBA                      | 0        |
| 11 septembre 1991 | 23 juillet 1994   | Jeff Harding              | Australie         | WBC                      | 2        |
| 20 mars 1992 | 1992              | Iran Barkley              | États-Unis        | WBA                      | 0        |
| Barkley laisse son titre WBA vacant. |                   |                           |                   |                          |          |
| 29 septembre 1992 | 23 novembre 1996  | Virgil Hill               | États-Unis        | WBA                      | 10       |
| 20 mars 1993 | 23 novembre 1996  | Henry Maske               | Allemagne         | IBF                      | 10       |
| 23 juillet 1994 | 16 juin 1995      | Mike McCallum             | Jamaïque          | WBC                      | 1        |
| 10 septembre 1994 | 13 juin 1997      | Dariusz Michalczewski     | Pologne           | WBO                      | 9        |
| 16 juin 1995 | 1996              | Fabrice Tiozzo            | France            | WBC                      | 1        |
| Tiozzo laisse son titre WBC vacant et décide de combattre en lourds-légers. Il sera champion WBA de cette catégorie le 8 novembre 1997 aux dépens de Nate Miller. |                   |                           |                   |                          |          |
| 22 novembre 1996 | 21 mars 1997      | Roy Jones Jr.             | États-Unis        | WBC                      | 0        |
| 23 novembre 1996 | 13 juin 1997      | Virgil Hill               | États-Unis        | WBA & IBF                | 0        |
| 21 mars 1997 | 7 août 1997       | Montell Griffin           | États-Unis        | WBC                      | 0        |
| 13 juin 1997 | 16 juin 1997      | Dariusz Michalczewski     | Pologne           | WBA, IBF & WBO           | 0        |
| Michalczewski est destitué par l’IBF puis par la WBA pour des différends entre promoteurs et fédérations. |                   |                           |                   |                          |          |
| 16 juin 1997 | 18 octobre 2003   | Dariusz Michalczewski     | Pologne           | WBO                      | 14       |
| 19 juillet 1997 | 6 février 1998    | William Guthrie           | États-Unis        | IBF                      | 0        |
| 7 août 1997 | 18 juillet 1998   | Roy Jones Jr.             | États-Unis        | WBC                      | 1        |
| 20 septembre 1997 | 18 juillet 1998   | Lou Del Valle             | États-Unis        | WBA                      | 0        |
| 6 février 1998 | 5 juin 1999       | Reggie Johnson            | États-Unis        | IBF                      | 2        |
| 18 juillet 1998 | 5 juin 1999       | Roy Jones Jr.             | États-Unis        | WBA & WBC                | 3        |
| 5 juin 1999 | Automne 2002      | Roy Jones Jr.             | États-Unis        | WBA, WBC & IBF           | 7        |
| La WBA déclare Jones super champion des mi-lourds en 2000 ce qui l’autorise à ne pas défendre régulièrement cette ceinture. En parallèle, un titre de champion régulier est mis en jeu dès 2001. Cette particularité permet à Jones de conserver sa ceinture lorsqu’il choisit d’affronter fin 2002 le champion WBA des poids lourds, John Ruiz (contrairement à la WBC et à l’IBF qui le destituent). Il remportera le combat aux points le 1er mars 2003. |                   |                           |                   |                          |          |
| Automne 2002 | 8 novembre 2003   | Roy Jones Jr.             | États-Unis        | WBA                      | 1        |
| 26 avril 2003 | 8 novembre 2003   | Antonio Tarver            | États-Unis        | WBC & IBF                | 0        |
| Tarver perd sa ceinture WBC le 8 novembre 2003 contre Roy Jones Jr. puis est destitué par l’IBF. |                   |                           |                   |                          |          |
| 18 octobre 2003 | 17 janvier 2004   | Julio César González      | Mexique           | WBO                      | 0        |
| 8 novembre 2003 | 15 mai 2004       | Roy Jones Jr.             | États-Unis        | WBA & WBC                | 0        |
| 17 janvier 2004 | 14 novembre 2009  | Zsolt Erdei               | Hongrie           | WBO                      | 11       |
| Erdei renonce à son titre WBO le 14 novembre 209 pour affronter le champion du monde italien des lourd légers WBC Giacobbe Fragomeni. |                   |                           |                   |                          |          |
| 6 février 2004 | Décembre 2004     | Glen Johnson              | Jamaïque          | IBF                      | 1        |
| Glen Johnson laisse son titre IBF vacant pour affronter Antonio Tarver. Il l’emporte aux points le 18 décembre 2004 (sans titre majeur en jeu) mais perd le combat revanche six mois plus tard. |                   |                           |                   |                          |          |
| Tiozzo bat Michalczewski en 2005 puis laisse son titre WBA vacant l’année suivante. |                   |                           |                   |                          |          |
| 15 mai 2004 | 2004              | Antonio Tarver            | États-Unis        | WBA & WBC                | 0        |
| Tarver prend sa revanche sur Jones puis laisse ses titres WBA & WBC vacants. |                   |                           |                   |                          |          |
| 4 mars 2005 | 12 avril 2008     | Clinton Woods             | Royaume-Uni       | IBF                      | 4        |
| 21 mai 2005 | 3 février 2007    | Tomasz Adamek             | Pologne           | WBC                      | 2        |
| 3 février 2007 | 11 juillet 2008   | Chad Dawson               | États-Unis        | WBC                      | 3        |
| Dawson est destitué par la WBC le 11 juillet 2008 pour ne pas avoir affronté son challengeur officiel, Adrian Diaconu. Jusqu’à cette date champion « par intérim », le roumain devient alors champion à part entière. |                   |                           |                   |                          |          |
| 28 avril 2007 | 16 décembre 2007  | Stipe Drews               | Croatie           | WBA                      | 0        |
| 16 décembre 2007 | 25 mars 2008      | Danny Green               | Australie         | WBA                      | 0        |
| Green met un terme à sa carrière le 25 mars 2008 et laisse sa ceinture WBA vacante. |                   |                           |                   |                          |          |
| 12 avril 2008 | 11 octobre 2008   | Antonio Tarver            | États-Unis        | IBF                      | 0        |
| 3 juillet 2008 | 20 juin 2009      | Hugo Hernán Garay         | Argentine         | WBA                      | 1        |
| 11 juillet 2008 | 19 juin 2009      | Adrian Diaconu            | Roumanie          | WBC                      | 0        |
| 11 octobre 2008 | 27 mai 2009       | Chad Dawson               | États-Unis        | IBF                      | 1        |
| Dawson renonce à sa ceinture le 27 mai 2009 après le refus de l’IBF de reporter sa défense obligatoire contre Tavoris Cloud. |                   |                           |                   |                          |          |
| 19 juin 2009 | 21 mai 2011       | Jean Pascal               | Canada            | WBC                      | 4        |
| 20 juin 2009 | 29 janvier 2010   | Gabriel Campillo          | Espagne           | WBA                      | 1        |
| 28 août 2009 | 9 mars 2013       | Tavoris Cloud             | États-Unis        | IBF                      | 4        |
| 19 décembre 2009 | 19 mai 2011       | Jürgen Brähmer            | Allemagne         | WBO                      | 1        |
| Brähmer est dépossédé de son titre le 19 mai 2011 après trois reports successifs de ses combats, le dernier en date face à Nathan Cleverly prévu deux jours plus tard. |                   |                           |                   |                          |          |
| 29 janvier 2010 | 19 avril 2014     | Beibut Shumenov           | Kazakhstan        | WBA                      | 5        |
| 21 mai 2011 | 17 août 2013      | Nathan Cleverly           | Royaume-Uni       | WBO                      | 3        |
| 21 mai 2011 | 28 avril 2012     | Bernard Hopkins           | États-Unis        | WBC                      | 0        |
| 28 avril 2012 | 8 juin 2013       | Chad Dawson               | États-Unis        | WBC                      | 0        |
| 9 mars 2013 | 19 avril 2014     | Bernard Hopkins           | États-Unis        | IBF                      | 2        |
| 8 juin 2013 | 1er décembre 2018 | Adonis Stevenson          | Canada            | WBC                      | 9        |
| 17 août 2013 | 8 novembre 2014   | Sergey Kovalev            | Russie            | WBO                      | 4        |
| 19 avril 2014 | 8 novembre 2014   | Bernard Hopkins           | États-Unis        | WBA & IBF                | 0        |
| 8 novembre 2014 | 19 novembre 2016  | Sergey Kovalev            | Russie            | WBA, IBF & WBO           | 4        |
| 19 novembre 2016 | 21 septembre 2017 | Andre Ward                | États-Unis        | WBA, IBF & WBO           | 0        |
| Ward annonce sa retraite le 21 septembre 2017. |                   |                           |                   |                          |          |
| 4 novembre 2017 | 12 octobre 2024   | Dmitri Bivol              | Russie            | WBA                      | 8        |
| 11 novembre 2017 | 18 septembre 2019 | Artur Beterbiyev          | Russie            | IBF                      | 2        |
| 25 novembre 2017 | 4 août 2018       | Sergey Kovalev            | Russie            | WBO                      | 1        |
| 4 août 2018 | 2 février 2019    | Eleider Álvarez           | Colombie          | WBO                      | 0        |
| 1er décembre 2018 | 18 septembre 2019 | Oleksandr Hvozdyk         | Ukraine           | WBC                      | 1        |
| 2 février 2019 | 2 novembre 2019   | Sergey Kovalev            | Russie            | WBO                      | 1        |
| 18 septembre 2019 | 18 juin 2022      | Artur Beterbiyev          | Russie            | WBC & IBF                | 4        |
| 2 novembre 2019 | 21 décembre 2019  | Canelo Alvarez            | Mexique           | WBO                      | 0        |
| Alvarez laisse son titre WBO vacant. |                   |                           |                   |                          |          |
| 10 avril 2021 | 18 juin 2022      | Joe Smith Jr.             | États-Unis        | WBO                      | 1        |
| 18 juin 2022 | 12 octobre 2024   | Artur Beterbiyev          | Russie            | WBC, IBF & WBO           | 3        |
| 12 octobre 2024 | 22 février 2025   | Artur Beterbiyev          | Russie            | Unifié                   | 0        |
| 22 février 2025 | En cours          | Dmitri Bivol              | Russie            | Unifié                   |          |